# Левашувка
Левашувка (пол. Lewaszówka) — село в Польщі, у гміні Ястшембія Радомського повіту Мазовецького воєводства.
Населення — 102 особи (2011).
У 1975-1998 роках село належало до Радомського воєводства.

## Демографія
Демографічна структура станом на 31 березня 2011 року:
|          | Загалом | Допрацездатний вік | Працездатний вік | Постпрацездатний вік |
| -------- | ------- | ------------------ | ---------------- | -------------------- |
| Чоловіки | 54      | 17                 | 34               | 3                    |
| Жінки    | 48      | 9                  | 30               | 9                    |
| Разом    | 102     | 26                 | 64               | 12                   |